# Маса д'Албе
Маса д'Албе (итал. Massa d'Albe) је насеље у Италији у округу Л'Аквила, региону Абруцо.
Према процени из 2011. у насељу је живело 599 становника. Насеље се налази на надморској висини од 855 м.